# Elongasa
Elongasa es un término genérico para una enzima que extiende la longitud de un ácido graso. La nomenclatura no se aplica con rigor. A menudo, el término elongasa se refiere a enzimas que producen ácidos grasos de cadena muy larga. A veces, la elongasa también incluye insaturasas, que introducen dobles enlaces C=C en la cadena principal. En bioquímica, las elongasas son enzimas presentes en el entorno de la membrana, que alargan las cadenas de ácidos grasos añadiendo dos átomos de carbono al extremo de los ácidos carboxílicos.
Este proceso ocurre en un "complejo elongasa" que combina varios tipos de enzimas. Las elongaciones son omnipresentes en todos los seres vivos.

## Biosíntesis del ácido palmítico
Los ácidos grasos de hasta C16 de longitud son producidos por las sintasas de ácidos grasos (FAS). El punto de partida es el derivado acetílico de la proteína transportadora de acilo, que añade bloques de construcción de dos carbonos proporcionados por la malonil coenzima A (después de la descarboxilación). Este proceso produce 3-cetoacil-CoA como intermedios. El grupo C=O (ceto) se reemplaza con CH2 a través de una serie de pasos. Este proceso se repite hasta C16.

## Más allá del ácido palmítico
Para que un ácido graso crezca en longitud más allá de C16, interviene una segunda clase de enzimas relacionadas, aunque se llaman genéricamente elongasas. Se reconocen seis de estas elongaciones. Un ejemplo es ELOVL4, que alarga los ácidos grasos de cadena larga (LC-FA) en ácidos grasos saturados de cadena muy larga (VLC-SFA) y poliinsaturados (VLC-PUFA), conocidos colectivamente como VLC-FA (ácido graso de cadena muy larga).
El punto de partida para la elongación del ácido palmítico es el palmitoil-CoA, análogo al acetil ACP, el punto de partida del FAS. Al igual que en FAS, la elongación se produce mediante unidades de 2 carbonos proporcionadas por malonil-CoA. Al igual que en la biosíntesis del ácido palmítico, el 3-cetoacil-CoA se procesa para eliminar el grupo ceto. De esta manera se produce el ácido esteárico.
Más allá del ácido esteárico, la elongación es seguida por la insaturación, dando lugar a los ácidos grasos poliinsaturados. Estas especies suelen ser precursoras de moléculas de señalización.

## Algunas enzimas relacionadas con las elongasas
- (3R)-3-hidroxiacil-(proteína transportadora de acilo) deshidratasa de cadena muy larga
- Icosanoil-CoA sintasa